# Centras åldermannaskap
Centro seniūnija är ett åldermannaskap i Litauen.   Det ligger i kommunen Kaunas och länet Kaunas län, i den centrala delen av landet, 90 km väster om huvudstaden Vilnius. Antalet invånare är 14 723. Arean är 4,6 kvadratkilometer.
Terrängen i Centro seniūnija är platt.